# ترویوشی ایشی
ترویوشی ایشی (انگلیسی: Teruyoshi Ishii؛ زادهٔ ) کارگردان فیلم، و کارگردان تلویزیونی اهل ژاپن است.